# Мальковиці (Свентокшиське воєводство)
Мальковиці (пол. Malkowice) — село в Польщі, у гміні Боґорія Сташовського повіту Свентокшиського воєводства.
Населення — 132 особи (2011).
У 1975-1998 роках село належало до Тарнобжезького воєводства.

## Демографія
Демографічна структура на день 31 березня 2011 року:
|          | Загалом | Допрацездатний вік | Працездатний вік | Постпрацездатний вік |
| -------- | ------- | ------------------ | ---------------- | -------------------- |
| Чоловіки | 70      | 11                 | 46               | 13                   |
| Жінки    | 62      | 7                  | 29               | 26                   |
| Разом    | 132     | 18                 | 75               | 39                   |